# Reichsgeschwader

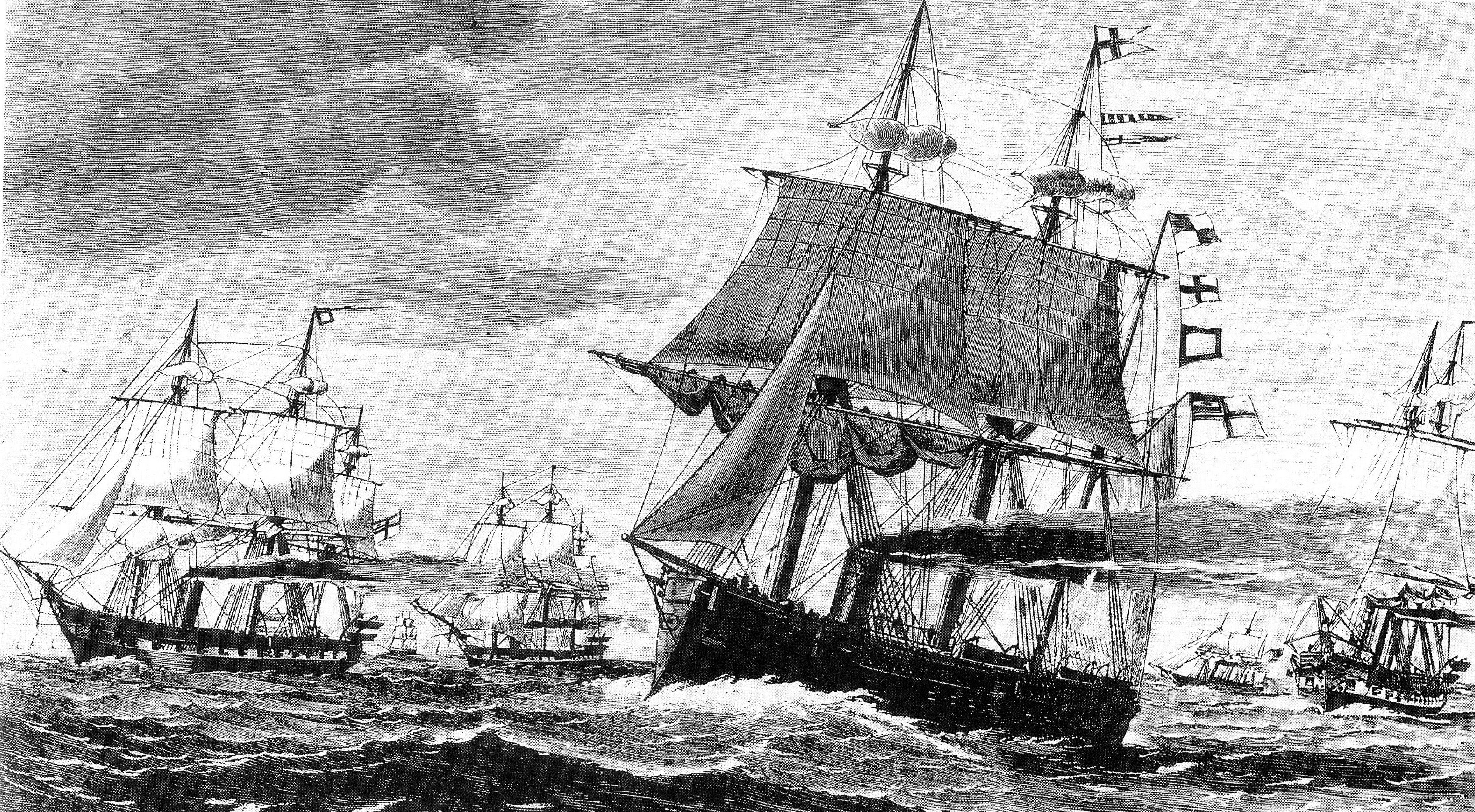
Das Reichsgeschwader der Kaiserlichen Marine 1872. Von links die Korvetten Vineta und Gazelle, Panzerfregatte Friedrich Carl, Kanonenboot Albatross und Korvette Elisabeth. Illustrirte Zeitung vom 28. Dezember 1872

Das Reichsgeschwader, auch Fliegendes Geschwader genannt, war ein Ende 1872 aufgestellter Verband der Kaiserlichen Marine und ein Vorläufer des späteren Ostasiengeschwaders. Es sollte von 1872 bis 1874 eine Weltumseglung durchführen, die vor allem als Machtdemonstration zur Stärkung des Ansehens des 1871 gegründeten Deutschen Kaiserreichs gedacht war. Der Hydrograph der Admiralität, Georg von Neumayer, erstellte eigens eine umfassende Instruktion für die Durchführung von hydrographischen, meteorologischen und geographischen Beobachtungen, so dass die Fahrt des Geschwaders auch den Charakter  einer Forschungsreise besitzen sollte. Aufgrund des Ausbruchs eines Bürgerkriegs in Spanien wurde die Weltumseglung im März 1873 bereits in der Karibik abgebrochen.

## Gründe für die Bildung des Geschwaders
Am 19. Oktober 1871 war es in einer Kneipe in Rio de Janeiro zu einer Schlägerei gekommen, an der auch Unteroffiziere und Deckoffiziere der Nymphe beteiligt waren. Die Polizei von Rio hatte einige der Beteiligten festgenommen und mit Säbeln verletzt.
Da die Behörden nach Meinung der Reichsregierung unter Reichskanzler Otto von Bismarck die Freilassung der Verhafteten verschleppten, wurde an eine Machtdemonstration im Sinne klassischer Kanonenbootpolitik gedacht. Zu diesem Zweck wurde die Bildung des so genannten Atlantischen Evolutions-Geschwaders angeregt, das die Entlassung der Betroffenen erzwingen sollte. Das Geschwader sollte aus den Panzerfregatten Friedrich Carl und Kronprinz, der Gedeckten Korvette Elisabeth und der Kreuzerkorvette Augusta sowie dem Kanonenboot Albatross bestehen. Die Albatross war das erste deutsche Kriegsschiff, das speziell für den Dienst in Übersee konstruiert worden war.
Doch bevor das Geschwader zusammengestellt werden konnte, entließen die brasilianischen Behörden die Inhaftierten, so dass der Grund für eine Machtdemonstration vor Rio entfiel. Kaiser Wilhelm I. verfügte daher Mitte Januar 1872 die Auflösung des Verbands.
Der Chef der Admiralität, General Albrecht von Stosch, hielt jedoch die Bildung eines Geschwaders für eine generelle Machtdemonstration für richtig und erhielt auch vom Auswärtigen Amt die Zustimmung, vor allem in der Karibik vor Venezuela, Kolumbien, Honduras und dem spanischen Kuba die Flagge zu zeigen.
Das Reichsgeschwader sollte auf seiner Weltreise zwar vornehmlich überseeische deutsche Interessen wahren, aber auch der Ausbildung von Schiffen und Personal im Verband dienen.

## Zusammensetzung
Das Geschwader bestand aus der Panzerfregatte Friedrich Carl, den Gedeckten Korvetten Elisabeth, Vineta und Gazelle sowie dem Kanonenboot Albatross. Vineta und Gazelle waren als derzeitige Stationäre der Marinestation Westindien bereits in der Karibik und trafen daher dort auf die anderen Schiffe des Geschwaders. Das Kommando erhielt Kapitän zur See Reinhold von Werner, der für die Führung des bis dahin größten deutschen Marineverbands die Tafelgelder eines Konteradmirals erhielt.

## Geplante Reiseroute
Das Geschwader sollte von Kiel bzw. Wilhelmshaven auslaufend zunächst Plymouth ansteuern. Dort war ein viertägiger Aufenthalt geplant.

### Reiseroute Amerika
Lissabon, wahlweise Vigo oder Cádiz

Port of Spain in der britischen Kolonie Trinidad

La Guaira in Venezuela

Port-au-Prince in Haiti

Sabanilla in Kolumbien

Veracruz in Mexiko

New Orleans in den Vereinigten Staaten.
Hier war ein sechstägiger Aufenthalt geplant. Nach einem weiteren Stopp in Havanna/Kuba war die Atlantiküberquerung vorgesehen.

### Reiseroute Afrika/Australien
Porto Grande auf St. Vincent/Kapverden. Nach 37 Reisetagen sollte Kapstadt angelaufen werden.

Von Kapstadt aus war die Weiterreise nach Adelaide/Australien geplant; für die Durchquerung des Indischen Ozeans waren 31 Tage vorgesehen. Die Ankunft in Adelaide war für den 30. Mai 1873 geplant.

### Australien und Südsee
In den australischen Gewässern waren Besuche in Melbourne, Hobarton/Tasmanien und schließlich Sydney vorgesehen.

Nach einer Reise durch die Südsee, bei der Samoa und die Fidschi-Inseln besucht werden sollten, war die Ankunft des Geschwaders für den 9. August 1873 in Yokohama geplant.

### Ostasien
In Ostasien sollten Nagasaki, Shanghai, Hongkong, Singapur und Batavia angelaufen werden.

### Amerikanische Westküste und Südamerika
Für die Reise von Batavia nach San Francisco in den USA waren 58 Tage vorgesehen. Für den 27. Januar 1874 war die Ankunft in Kalifornien geplant.

Reiseziele in Südamerika waren Callao/Peru, Valparaíso/Chile, Montevideo/Uruguay und Rio de Janeiro in Brasilien. In Rio war ein einwöchiger Aufenthalt geplant.

Von Rio aus sollte der Atlantik in 35 Tagen überquert werden und zuerst England angelaufen werden. Für die Rückkehr in Wilhelmshaven oder Kiel wurde Mitte August 1874 vorgesehen.

## Tatsächliche Reiseroute
Das Geschwader verließ Wilhelmshaven unter dem Geschwaderchef Kapitän zur See Reinhold Werner am 12. Oktober 1872 und lief über Plymouth und Funchal den Hafen von Bridgetown, Barbados ein, wo es am 28. November eintraf. In einem Zyklon in der Biskaya war das Geschwader getrennt worden, traf sich aber in Bridgetown wieder.
Nach einem Besuch in Venezuela, bei dem Kapitän Werner die Hauptstadt Caracas besuchte, um auf Wunsch des deutschen Ministerresidenten Schulden einzutreiben, lief es Anfang Januar 1873 Sabanilla an. Auch hier war der Grund die Eintreibung von Außenständen einer deutschen Eisenbahngesellschaft. Nach Aufenthalten in Port-au-Prince, Kingston, Jamaika und Havanna wurden dort die Vorbereitungen für die Weiterreise getroffen, als am 10. März 1873 die Admiralität telegrafisch den Abbruch der Reise und die Weiterfahrt nach Spanien anordnete, da dort  der sog. Dritte Carlistenkrieg durch die Gründung der Ersten Spanischen Republik ausgebrochen war und deutsche Residenten gefährdet schienen.
Während die Albatross als Stationär in Westindien verblieb und die Elisabeth direkt nach Spanien segelte, kehrte das Geschwader zu Reparaturen nach Europa zurück und wurde am 18. April 1874 in Plymouth offiziell aufgelöst. Aufgrund von Kohlenmangel auf der Vineta musste das Schiff auf dem Rückweg nach Wilhelmshaven zeitweise von der Friedrich Carl geschleppt werden.